# Dimitris Andrikopoulos
Dimitris Andrikopoulos (Grieks: Δημήτρης Ανδρικόπουλος) (Larissa, 1971) is een Grieks-Nederlands componist en altviolist.

## Opleiding
Hij behaalde in 1992 de diploma's voor muziektheorie en altviool aan het Conservatorium van Athene. Hij vervolgde zijn studie altviool aan het Utrechts Conservatorium bij Ron Ephrat en bij Henk Guittart aan het Conservatorium Maastricht. 
Parallel aan zijn altviool opleiding, studeerde Dimitris compositie bij Tristan Keuris (Utrechts Conservatorium) en na diens dood bij Klaas de Vries (Rotterdams Conservatorium) en behaalde in december 2001 zijn compositiediploma. In mei 2004 is hij cum laude afgestudeerd voor zijn studie elektronische-muziekcompositie, 2e fase bij René Uijlenhoet aan het Rotterdams Conservatorium.

## Prijzen en onderscheidingen
In 1997 won hij de extra prijs in de compositiewedstrijd georganiseerd door het N.I.K. (Nederlands Instituut voor Kerkmuziek) te Utrecht voor zijn stuk "De Profundis" voor piano, orgel, slagwerk en koor. In mei 2002 won hij de "NOG Jonge Componistenprijs 2002" georganiseerd door het Nederlands Ballet Orkest en SNS REAAL Fonds, voor zijn compositie  "Antiparathesis" voor viool en orkest.
Hij werd als "Active Participant" voor de "Centre Acanthes 2005" in Metz geselecteerd en hij heeft met W. Rihm, P. Dusapin en A. Solbiati tijdens de Masterclaas gewerkt. Zijn "Nyx" voor orkest werd in het eindconcert door Orchestre National de Lorraine uitgevoerd.

## Activiteiten
Hij heeft gewerkt met onder andere Asko Ensemble (Amsterdam), Nederlands Blazers Ensemble (Amsterdam), Walpurgis (Antwerpen), Remix Ensemble (Porto) en het Nationaal Orkest van Griekenland.
Vanaf september 2004 doceert hij compositie aan het Escola Superior des Artes in Porto.

## Werk (selectie)
- Cello Concerto - voor cello en ensemble
- Komachi - voor stem en accordeon
- Red to Black - voor altsaxofoon en piano
- Nyx - voor orkest
- Cassandra's Tales - voor oboe/engelse hoorn, klarinet, fagot en tape
- Staal - ballet voor tape
- Ik - voor klarinet en ensemble
- Shadows IIIa - voor orkest
- Cantus I - voor slagwerk en piano
- Shadows III - voor ensemble
- Shadows II - voor klein orkest
- Ariadne - voor sopraan, cello en live electronics
- Eos - voor piano en live electronics
- 3 Michelangelo Songs, bewerking van Hugo Wolf, liederen voor bariton en piano, voor bariton, 2 altviolen, 2 celli en contrabas
- Praxis Ia - voor viool
- Antiparathesis - voor viool en orkest
- Des Knaben Wunderhorn, bewerking 17 Mahlers liederen orkest en zangstem, voor zangstem en ensemble
- 12 Haiku's - voor sopraan en piano
- Praxis III - voor bassoon en piano
- Praxis II - voor tape
- Praxis I - voor klarinet